# J.A.R. Bosma
Jan Antonie Reinders Bosma (Ruinerwold, 20 december 1872 - Assen, 23 december 1948 was een Nederlands burgemeester.
Hij werd geboren in de Drentse buurtschap Dijkhuizen bij Ruinerwold, waar zijn vader Martinus Johannes Bosma burgemeester was. J.A.R. Bosma werd in 1905 benoemd tot burgemeester van het naburige Nijeveen. In 1910 werd hij burgemeester in de Wijk, een ander buurdorp van Ruinerwold. Van 1916 tot 1928 was hij burgemeester van Enkhuizen. In 1928 werd hij benoemd tot burgemeester van Winterswijk.
In mei 1938 legde Bosma de eerste steen voor een nieuw gemeentehuis in Winterswijk, naar een ontwerp van de architect A.A. Kok, dat een jaar later in gebruik werd genomen. De Burgemeester Bosmastraat, die vanaf de Groenloseweg naar het gemeentehuis loopt, is naar hem vernoemd. 
Op 20 november 1906 trouwt Jan Antonie Reinders Bosma met Ernestine Josephine van Strijen. Na zijn burgemeesterschap in Winterswijk verhuist hij in 1938 naar Assen. Daar is hij op 23 december 1948 overleden. Hij is begraven op de Noorderbegraafplaats in Assen.